# Anne Heinel
Anna Friedricke Heinel, dite Anne Heinel, est une danseuse allemande née à Bayreuth le 4 octobre 1753 et morte à Paris le 17 mars 1808.
Élève de Jean-Georges Noverre, elle danse à Stuttgart et à Vienne avant de débuter en 1767 à l'Opéra de Paris. Elle y fait carrière jusqu'en 1781 mais passe plusieurs saisons au King's Theatre de Londres.
Créatrice des rôles dansés dans les opéras de Gluck Orphée et Eurydice et Iphigénie en Tauride, dans la tragédie lyrique Atys, interprète principale des ballets de Noverre Apelles et Campaspe, Jason et Médée et Les Horaces, elle est surnommée la « Reine de la danse » pour sa virtuosité et ses pirouettes multiples.
Le baron de Grimm compare ses talents à ceux de Gaëtan Vestris, qu'elle épouse le 22 octobre 1783 à l'Ambassade de Suède à Paris.